# Раджастан
Раджастхан  (на деванагари: राजस्थान, Раджастхан; на английски: Rajasthan, също Раджастан), познат също така и като Раджпутана (на хинди: राजपूताना; на урду: راجپوتانا, Rājputāna), е най-големият по площ щат в Индия. На запад граничи с Пакистан, югозапад с Гуджарат, на югоизток с Мадхя Прадеш, на североизток с Утар Прадеш и Харяна, а на север с Пенджаб. Неговата площ е 342 239 км². Столица на щата е Джайпур. На територията на щата се намира пустинята Тар, в западната част на щата. Реката Гагар също тече през този щат. Там се намира и планинската верига Аравали. Наречан е „Земята на раджите“ („Земята на царете“). Пълен е с величествени крепости и уникални по красота, несравними по цял свят дворци, повечето превърнати в интригуващи хотели, след като махараджите на Мевар, Марвар, Дхундхар, Джайсалмер, Биканер и др. са били лишени от своите царски възнаграждения след 1971 г., но им било позволено да запазят имотите си.